# Vittorio Mussolini

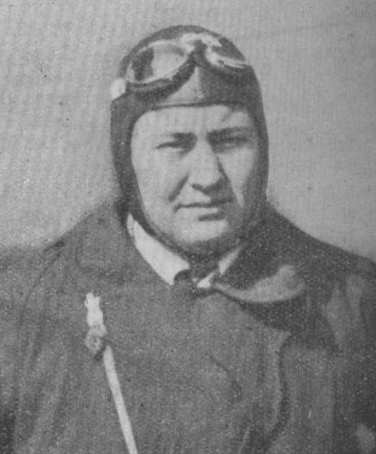
Vittorio Mussolini

Vittorio Mussolini (* 27. September 1916 in Mailand; † 13. Juni 1997 in Rom) war der älteste Sohn von Benito Mussolini und Rachele Guidi und ein italienischer Filmproduzent.

## Leben
Während des Krieges von Äthiopien wurde Vittorio gemeinsam mit seinem Bruder Bruno unter dem Befehl des Grafen Ciano in der „Disperata-Staffel“ eingesetzt und beteiligte sich an etlichen Kampfeinsätzen. Auch im spanischen Bürgerkrieg (ab 1936) war er als Luftwaffenoffizier an Kämpfen beteiligt.
Ab den 1940er Jahren betätigte sich Vittorio als Filmemacher, Drehbuchautor und Produzent unter dem Pseudonym Tito Silvio Mursino. Schon 1937 begab sich Vittorio Mussolini in die Vereinigten Staaten nach Hollywood. Gemeinsam mit Federico Fellini, Roberto Rossellini und Luchino Visconti gründete er das salotto, eine Art Salon der Filmemacher. Die letzten Jahre seines Lebens lebte er im Landhaus der Familie, in der Villa Carpena bei Forlì.
Er war auch als Rennfahrer aktiv. Zweimal, 1937 und 1938 war er bei der Mille Miglia am Start. 1937 fiel er aus; 1938 beendete er das Rennen als 31. der Gesamtwertung.

## Schriften
- Bomber über Abessinien. München 1937
- Frauen im Leben meines Vaters. Düsseldorf 1974